# 中矢俊則
中矢 俊則（なかや としのり、1972年11月14日 - ）は、パリを拠点に活動する日本の画家である。愛媛県松山市に生まれ育つ。画家、藤田嗣治に感銘を受け1991年に渡仏。1994年パリ国立高等美術学校（エコール・デ・ボザール）に入学後、1999年同校を卒業

## 作風
シンメトリーという左右対称を基礎とした絵画を多数作成しており、抽象画作品を得意としている。
独自の画法「PATCHINE」は、絵の具を重力にて落下させながら回転させ、2枚のキャンバスを合わせて描写している。「PATCHINE」の名前の由来は、キャンバスを勢い良く合わせる時に鳴り響く、”パチン”という擬音から名付けられたという。

## 経歴
1972年、愛媛県松山市に次男として生まれる。生家は元々は大手手芸店を営み、今日では松山市において不動産業を営んでいる。
1991年愛媛県の高等学校を卒業後、渡仏。
1999年エコール・デ・ボザール（フランス）卒業。同年12月DNSAP造形芸術国家認定取得。
2000年フランス芸術家協会会員

## 受賞・入選
- 愛媛県美術会大賞、二科展 - 入選（1986年10月)
- サロン・ドートンヌ - 三位入賞（1992年、パリ）
- 世界アートサロン - 一位入賞（1992年、アヴィニョン）
- 第33回サンピエール教会「山猫たち展」新人賞（1993年）
- ソルボンヌ大学（パリ第1大学アートサロン（フェネオン賞受賞）（1994年）
- 世界アートサロン招待出品（1994年、アビニョン）
- パリ日本人会アートビエンナーレ（末永賞）（1996年、パリ）
- ル・サロン（サロン・ド・パリ） - 入選（1998年、パリ）
- モンルージュ市主催現代美術展 - 入選（2000年、フランス）
- ヴィットリー市現代美術展 - 入選（2004年、フランス）
- 池田満寿夫大賞 - 入選（2007年）
- 「ヒマワリ」NY Coo Gallery公募展・NY Coo 賞受賞[1]（2008年、ニューヨーク）

## 個展・企画展
- 第一回個展 アトリエZ（1998年、パリ）
- Gallery Point JAL 三人展（1998年、パリ）
- 伊予鉄そごう（1999年、愛媛県）
- 「Café Renoir 」企画展（1998年、パリ）
- ギャウドリッチギャラリー日仏合同展（2001年、ニース）
- Église Sanjune（2003年、ニース）
- 伊予鉄髙島屋（2004年、松山）
- パリ日本文化会館（2005年、パリ）
- L'Aterier Z企画展（2006年、パリ）
- Art gallery ZERO（2006年、パリ）
- Galerie Versace（2007年、パリ）
- 在仏日本人会アートビエンナーレ展（2009年、パリ）
- Café  Vingt vin d`art企画展（2012年、パリ）
- PARICI Galerie（2012年、パリ）
- 拠展 Ny-Paris-Tokyo[2]（2015年、新宿）
- 中矢俊則　絵画展「私の部屋」（8月 [3]